# Thenopa pseudonigraria
Thenopa pseudonigraria är en fjärilsart som beskrevs av Robert H. Carcasson 1964. Thenopa pseudonigraria ingår i släktet Thenopa och familjen mätare. Inga underarter finns listade i Catalogue of Life.